# 笠置ダム

1919年（大正8年）から1939年（昭和14年）にかけて存在した大同電力による木曽川水力発電事業の経緯と発電所位置図

笠置ダム（かさぎダム）は、木曽川本川中流部、岐阜県瑞浪市大湫町と恵那市飯地町の境に建設されたダムである。関西電力株式会社の水力発電専用ダムで、笠置発電所（かさぎはつでんしょ、恵那市側に所在）へ送水して最大4万1700キロワットの電力を発電する。1936年（昭和11年）に完成した。

## 設備構成

### ダム
笠置ダムは木曽川を横断する形で築造されたダムである。大井ダムの下流、丸山ダムの上流に位置する。形式は重力式コンクリートダム。ダムの堤高（基礎岩盤からの高さ）は40.8メートル、堤頂長（頂上部長さ）は154.9メートル、堤体積（堤体の体積）は11万7000立方メートル。
ダムには幅8.6メートル・高さ7.8メートルのテンターゲート（ラジアルゲート）が14門並ぶ。その他、ダム右端部に浮遊塵芥流下用のセクターゲート1門を設置する。さらにダム左右両端・中央の3か所に鉄管を埋設し排砂口を設けている。
ダムによって形成される調整池の総貯水量は1412万900立方メートルで、そのうち満水位標高211.30メートルから7.06メートル以内の有効貯水量は647万5100立方メートルとなっている（数字は2008年（平成20年）3月末時点）。また湛水面積は1.1平方キロメートルに及ぶ（同左）。

### 発電所
ダム附設の関西電力笠置発電所はダム右岸に位置する（北緯35度27分34.0秒 東経137度17分36.0秒 / 北緯35.459444度 東経137.293333度）。ダム式発電所であり、使用水量最大165.83立方メートル毎秒・有効落差30.38メートルにて最大出力4万1700キロワットで稼働している。ダム右岸に設置する3門の取水口から水を取り入れ、水門背部の上部水槽に水圧鉄管（3条設置）を繋いで3台の水車発電機を稼働させて発電する。発電所建屋は鉄筋コンクリート構造地上3階建て。
水車は縦軸・単輪単流渦巻型のフランシス水車（出力2万馬力）、発電機は容量1万5000キロボルトアンペアのものを設置。屋外変圧器は敷地狭隘につきやむをえず発電所屋根上・水圧鉄管上・放水路上の3か所に分割設置している。これら主要機器はすべて日立製作所製で揃えられている。

## 歴史

### 建設史
笠置ダムおよび笠置発電所は、大正から昭和戦前期にかけての大手電力会社大同電力によって建設された。
大同電力が岐阜県内において木曽川の水利権を取得したのは、前身木曽電気興業時代の1920年（大正9年）3月のことである。「笠置」地点はこのときに許可を受けた5地点のうちの一つで、当初はダムを持たない水路式発電所の計画であったが、1924年（大正13年）に上流側において完成した大井発電所がダム（大井ダム）を持つダム式発電所として開発されたため、この大井ダムとの連係調整の必要上笠置地点もダム式によって開発することとなり、1928年（昭和3年）10月にその変更許可を受けた。
着工は1934年（昭和9年）11月。大同電力としては1926年（大正15年）の落合発電所完成以来久しぶりの新規開発工事であった。工事中、度重なる洪水被害によってダム仮締切設備の流出（1935年冬）、放水路仮締切の破損・発電所基礎の浸水（同年夏）など工事に支障が生じたが、昼夜兼行の工事によって予定よりも早い1936年（昭和11年）11月に竣工、27日に運転を開始した。笠置発電所建設にあわせ、大阪府の八尾へと至る長距離送電線「大阪第二送電線」が発電所まで延長された。

### 完成後の動き
完成当初の発電所出力は最大3万5500キロワットであったが、1938年（昭和13年）11月に使用水量を141.91立方メートル毎秒（5100立方尺毎秒）から165.83立方メートル毎秒へと増加する許可を得て、出力を4万500キロワットへと引き上げた。
完成から2年半後の1939年（昭和14年）4月1日、電力国家管理の担い手として国策電力会社日本発送電が設立された。同社設立に関係して、大同電力は「電力管理に伴う社債処理に関する法律」第4条・第5条の適用による日本発送電への社債元利支払い義務継承ならびに社債担保電力設備（工場財団所属電力設備）の強制買収を前年12月に政府より通知される。買収対象には笠置発電所など水力発電所計14か所が含まれており、これらは日本発送電設立の同日に同社へと継承された。
太平洋戦争後、1951年（昭和26年）5月1日実施の電気事業再編成では、笠置発電所はほかの木曽川の発電所とともに供給区域外ながら関西電力へと継承された。日本発送電設備の帰属先を発生電力の主消費地によって決定するという「潮流主義」の原則に基づき、木曽川筋の発電所が関西電力所管となったことによる。
笠置発電所は建設当初、有効落差29.48メートルで運転されていたが、関西電力時代の1957年（昭和32年）11月22日付で30.38メートルに変更の上、発電所出力が1200キロワット増の4万1700キロワットに変更された。以後発電所出力に変化はない。

## 新丸山ダム建設事業に伴う改修工事
2019年（令和元年）8月29日、関西電力は国土交通省による丸山ダム改修（新丸山ダム建設）工事に伴う笠置発電所の更新工事について発表した。工事内容は、下流にある丸山ダムの水位が6.5メートル上昇して笠置発電所に影響することから、笠置発電所の水路工作物補強・防水壁設置ならびに水車・発電機の取り替えを実施して発電所機能を維持するというものである。この改修工事により使用水量は165.83立方メートル毎秒から261.0立方メートル毎秒へと増加し、発電所出力も2万7,500キロワット増の最大6万9,200キロワットとなる見込み。工事期間は2019年（令和元年）9月から2025年（令和7年）5月までを予定する。